# Буш, Джордж Уокер
Джордж Уо́кер Буш, также известный как Джордж Буш — младший (англ. George Walker Bush [ˈdʒɔrdʒ ˈwɔːkər ˈbʊʃ]; род. 6 июля 1946, Нью-Хейвен, штат Коннектикут, США) — американский государственный и политический деятель, 43-й президент США в 2001—2009 годах от Республиканской партии.
Сын 41-го президента США Джорджа Г. У. Буша, с чем и связано прозвище «младший». Губернатор штата Техас с 1995 по 2000.
Через несколько месяцев после вступления Буша в должность, 11 сентября 2001 года в США произошла серия крупных терактов, в ответ на которые Буш объявил глобальную «войну против терроризма». В октябре того же года США вторглись в Афганистан, в марте 2003 года — в Ирак. В дополнение к вопросам национальной безопасности, Буш провёл ряд реформ в области здравоохранения, образования и социального обеспечения, серьёзно сократил налоги.
В 2004 году Буш успешно переизбрался на второй срок, одержав победу над сенатором-демократом Джоном Керри. В 2005 году администрация Буша подверглась критике за неумелое управление в кризисной ситуации, вызванной ураганом Катрина. В декабре 2007 года США вступили в крупнейшую со времён Второй мировой войны рецессию, что вынудило президентскую администрацию активней вмешиваться в экономику, претворяя комплекс мер для стимулирования её роста.
Хотя Буш был популярным президентом на протяжении первого своего срока, во втором его рейтинг постоянно снижался. Историками и политологами его период нахождения на посту президента оценивается как "ниже среднего". В 2009 году на посту президента его сменил Барак Обама. Буш вернулся в Техас, в настоящее время занимается общественной деятельностью. В 2010 году опубликовал свои мемуары под названием «Поворотные моменты».
В 2012 году в Малайзии осуждён за военные преступления и преступления против человечества, совершённые во время иракской войны, таким образом став первым президентом США, признанным на уровне какого-либо государства военным преступником.

## Биография

### Ранние годы

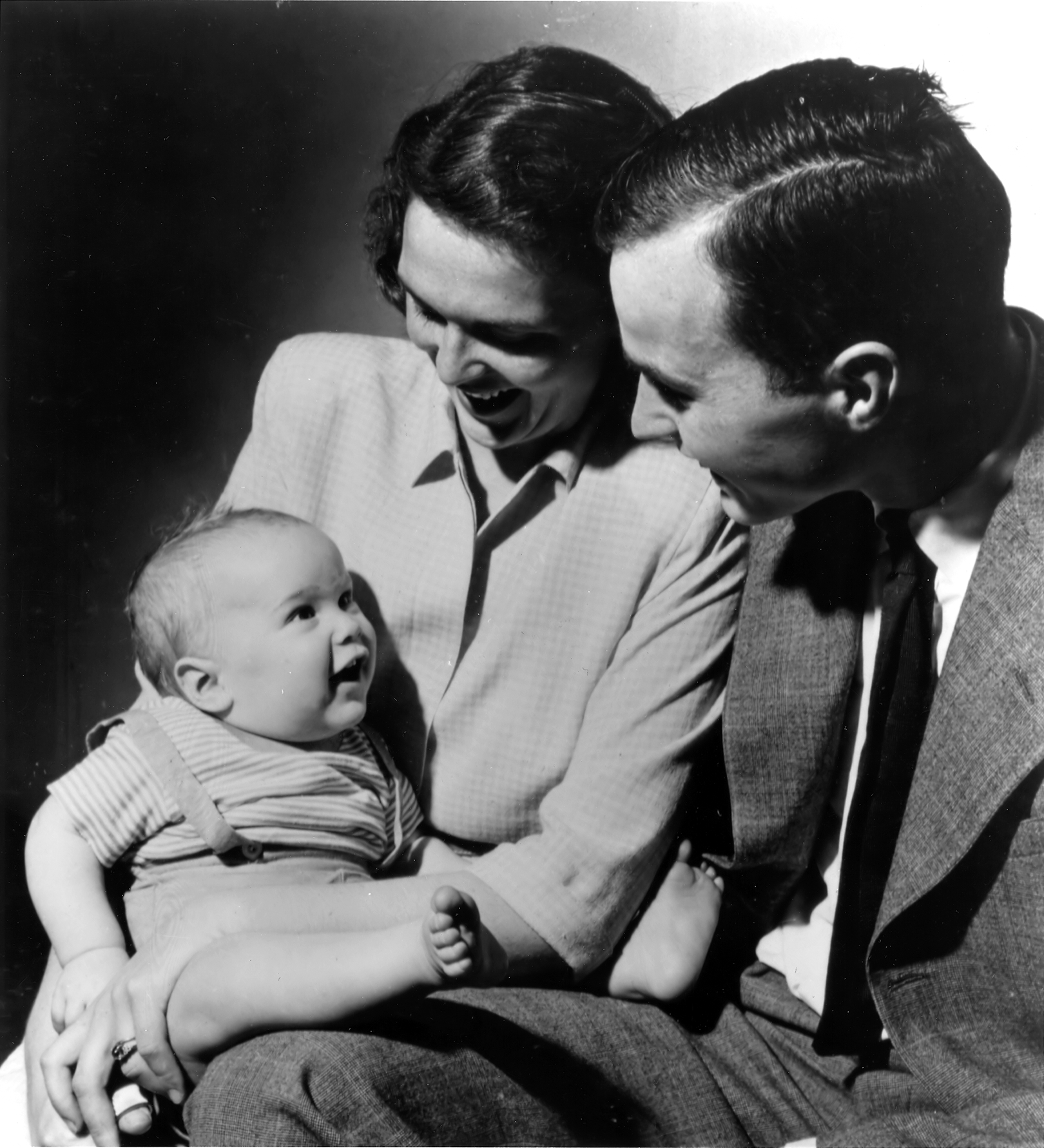
Джордж Уокер Буш во младенчестве

Джордж Уокер Буш — младший родился 6 июля 1946 года в Нью-Хейвене (штат Коннектикут) в семье отставного лётчика морской авиации Джорджа Герберта Уокера Буша и Барбары Буш. Джордж был их первым сыном, в 1949 году родилась Паулин (скончалась в 1953 от лейкемии), в 1953 году — Джеб, в 1955 — Нейл, в 1956 — Марвин и Дороти в 1959 году. Дед Джорджа, Прескотт Шелдон Буш, в 1952—1963 годах был сенатором от Коннектикута.
Детство Буша-младшего прошло в городе Мидленд (Техас). После того, как Джордж окончил 7 класс, его семья переехала в Хьюстон. Там Буш два года учился в частной школе «Кинкэйд» для подготовки к поступлению в университет. Начал образование в Академии Филлипса. В 1968 получил степень бакалавра истории в Йельском университете, где учился средне, но пользовался популярностью.
В 1968—1973 служил в Национальной гвардии. Был пилотом самолёта F-102 в ВВС Национальной гвардии Техаса.

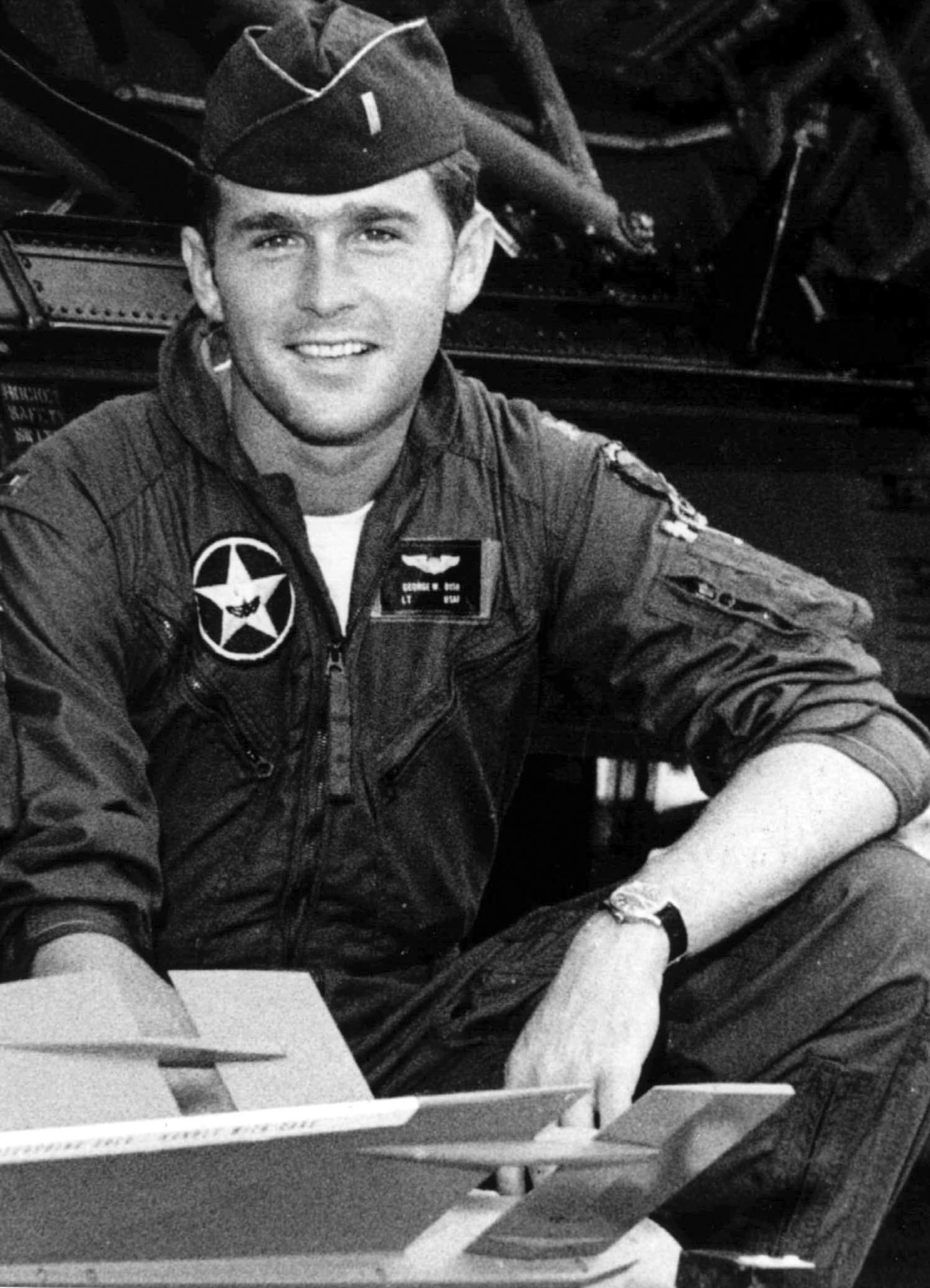
Лейтенант Джордж Буш в ВВС Национальной гвардии Техаса

В 1973—1975 учился в Гарвардской школе бизнеса, получил степень магистра делового администрирования (MBA). Потом вернулся в Мидлэнд, где работал в нефтяной отрасли до 1986 года. Несколько раз активно участвовал в предвыборных кампаниях отца, был его советником. В 1977 выставлял кандидатуру на выборах в Палату представителей Конгресса США. В 1989 году совместно с несколькими партнёрами купил бейсбольный клуб «Техас Рейнджерс».

### Губернатор

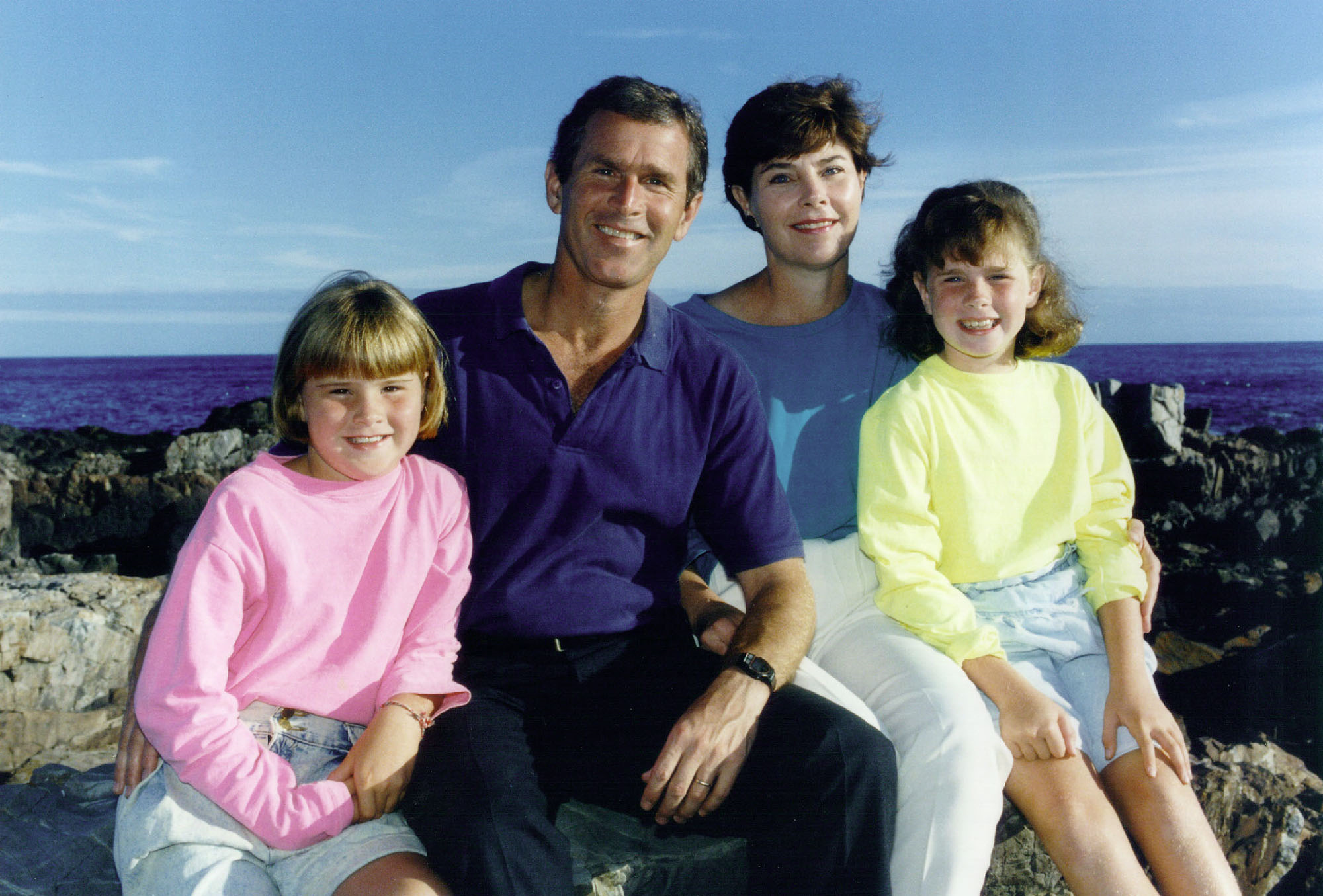
Джордж Буш со своими дочерьми-близнецами и женой. 1990 год

Стал 46-м губернатором Техаса 8 ноября 1994 года, когда получил 53,5 % голосов. На этом посту завоевал репутацию эффективного политика, умеющего сотрудничать с оппозицией, стоя на позициях «сострадательного консерватизма» (compassionate conservatism) (то есть не полного отказа от социальных программ), выступал за более активную роль церкви (разных конфессий) в социальной работе, добился поддержки со стороны многих видных демократов штата. Снова был избран губернатором 3 ноября 1998 с рекордно высоким числом голосов и стал первым губернатором Техаса, избранным на второй срок сразу после первого. Критиковался демократами Техаса и других штатов за подписание нескольких смертных приговоров осуждённым, будучи губернатором.

### Президентство

#### Первый срок

Инаугурация 20 января 2001

В июне 1999 года принимает решение баллотироваться на пост Президента США, официально был выдвинут Республиканской партией США 3 августа 2000 года. В качестве вице-президента был выдвинут к тому моменту имевший опыт работы в трёх администрациях президентов США Дик Чейни. На одних из самых противоречивых выборов президента в истории страны 7 ноября 2000 года после пересчёта голосов и пятинедельных юридических разбирательств побеждает кандидата от Демократической партии Альберта Гора. Во время предвыборной кампании Буш всячески обыгрывал подробности скандала Клинтон-Левински, что принесло ему успех. Стал вторым в истории США президентом (после Джона Адамса), занявшим этот пост после отца. Буш обладатель и другого интересного достижения (наряду с тем же Адамсом-младшим и ещё двумя президентами XIX века: Ратерфордом Хейзом и Бенджамином Гаррисоном) — кандидат, получивший большинство голосов выборщиков, но проигравший по количеству полученных голосов граждан (более чем на 0,5 млн человек).
20 января 2001 года принёс присягу и вступил в должность 43-го президента США. В своей инаугурационной речи Буш обещал реформировать социальное страхование и «Медикэр», сократить налоговое бремя. Кабинет Буша состоял из политиков разнообразных направлений и взглядов, от социал-демократов («либералов» в американском политическом жаргоне) до жёстких консерваторов. В феврале 2001 года президент представил федеральный бюджет (1,96 трлн долларов), предусматривающий снижение налогов, увеличение ассигнований на образование и вооружённые силы. На этот же период пришлись первые признаки спада в экономике США. Несмотря на звучавшую критику, Конгресс в июне 2001 принял мощную программу сокращения налогов (на 1,35 трлн долларов).
В апреле администрации пришлось вести тяжёлые переговоры с Китаем об освобождении пилотов, вынужденных посадить самолёт-разведчик на территории КНР. В конце этого же года по США прокатился биотерроризм, несколько конвертов с сибирской язвой были разосланы по офисам. В 2001 году Джордж Буш объявил о скорейшем создании полноценной системы ПРО, а годом позже очертил так называемую «Ось зла». Также Буш заморозил проекты дальнейших исследований в области стволовых клеток. Наконец, он подписал закон о запрете поздних абортов.
В результате событий 11 сентября 2001 погибли около 3 тыс. человек.
Обвинённый в организации данных терактов саудовский миллионер Усама бен Ладен по заявлениям спецслужб США скрывался в Афганистане, и администрация США потребовала от движения Талибан его выдачи. Ответом на отказ были слова Буша: «Мы выкурим их из нор… и приведём их к правосудию или доставим правосудие к ним». В результате активных дипломатических усилий и военных приготовлений США удалось создать беспрецедентную коалицию для боевых действий на территории Афганистана, и к концу 2001 при поддержке авиаударов и американских подразделений группа моджахедов под названием «Северный альянс» установила контроль над Афганистаном и создала правительство национального единства, а основные силы Талибана были разгромлены.
Для борьбы с терроризмом в США было создано Министерство национальной безопасности (Department of Homeland Security), которое получило практически неограниченные права в отношении лиц, подозреваемых в терроризме. В декабре 2001 США заявили о выходе из Договора о противоракетной обороне, что не вызвало серьёзных осуждений со стороны России.
В условиях намечавшегося обострения взаимоотношений с Россией Буш провёл в 2001 году несколько встреч с президентом РФ В. В Путиным: первая произошла 16 июня в Любляне, за ней последовала встречи в Генуе в рамках встречи лидеров стран «большой восьмёрки», в ходе которой была достигнута договорённость о консультациях по ПРО и СНВ для начала конкретной работы (23 июля).
Путин стал одним из первых глав государств, выразивших США солидарность в борьбе с терроризмом после терактов 11 сентября. Следующие встречи Путина и Буша состоялись в Шанхае, в ходе работы ежегодного экономического форума стран Азиатско-Тихоокеанского региона (21 октября) и 15-17 ноября в США, зафиксировав намечавшееся тогда вступление Соединённых Штатов и России «на путь новых отношений для XXI столетия» и преодоление «наследия холодной войны».
В 2003 г. Буш инициировал вторжение в Ирак с целью свержения режима Саддама Хусейна. Предлогом для войны стало заявление Буша о наличии в Ираке оружия массового поражения (ОМП), которое якобы укрывается от инспекторов ООН, и связях Саддама с Аль-Каидой. Многие страны, поддержавшие вторжение в Афганистан, сочли доказательства, представленные США, неубедительными и отказались выступить на стороне США в этой войне. Несмотря на то, что США вновь продемонстрировали свою военную мощь, сломив сопротивление регулярных иракских войск в течение нескольких недель, война получила весьма неоднозначную оценку со стороны мирового сообщества и населения США. Дальнейшие события, показавшие бессилие американской администрации в Ираке перед волной террористических актов, организованных противниками присутствия США и других держав в стране, и ростом преступности, резко снизили рейтинг Буша в преддверии новых выборов. Кроме того, стали появляться заявления официальных и неофициальных лиц о том, что никакими достоверными доказательствами наличия у Ирака ОМП и связей Саддама с Аль-Каидой на момент начала войны США не располагали и вторжение в Ирак было политической авантюрой Буша с целью повысить свой внутренний рейтинг, снизившийся в результате его неудачной экономической политики, предоставления американским нефтяным компаниям возможность добывать нефть в Ираке, предоставления крупных контрактов на производство оружия частным корпорациям для нужд армии США в Ираке. В документально-публицистическом фильме Майкла Мура «Фаренгейт 9/11» именно эта причина (давление на президента нефтяного лобби, с которым его связывают давние дружеские и деловые отношения) называется в ряду главных поводов для начала войны.
Экономика США при первом сроке Дж. Буша развивалась успешно. ВВП страны постоянно рос: в 2001 году на 1,0 %, в 2002 году на 1,8 %, в 2003 году на 2,8 %, в 2004 году на 3,8 %. Низкой оставалась инфляция — 1,6 % в 2002 году, 2,3 % в 2003 году. Сложнее было с безработицей, уровень которой составил в 2003 году 6,0 % трудоспособного населения США, но затем снизился — 5,5 % в 2004 году.
В 2002 году во время президентства Д. Буша-младшего США принимали XIX зимние Олимпийские игры, которые проходили в городе Солт-Лейк-Сити.

#### Второй срок

Буш второй раз приносит президентскую присягу

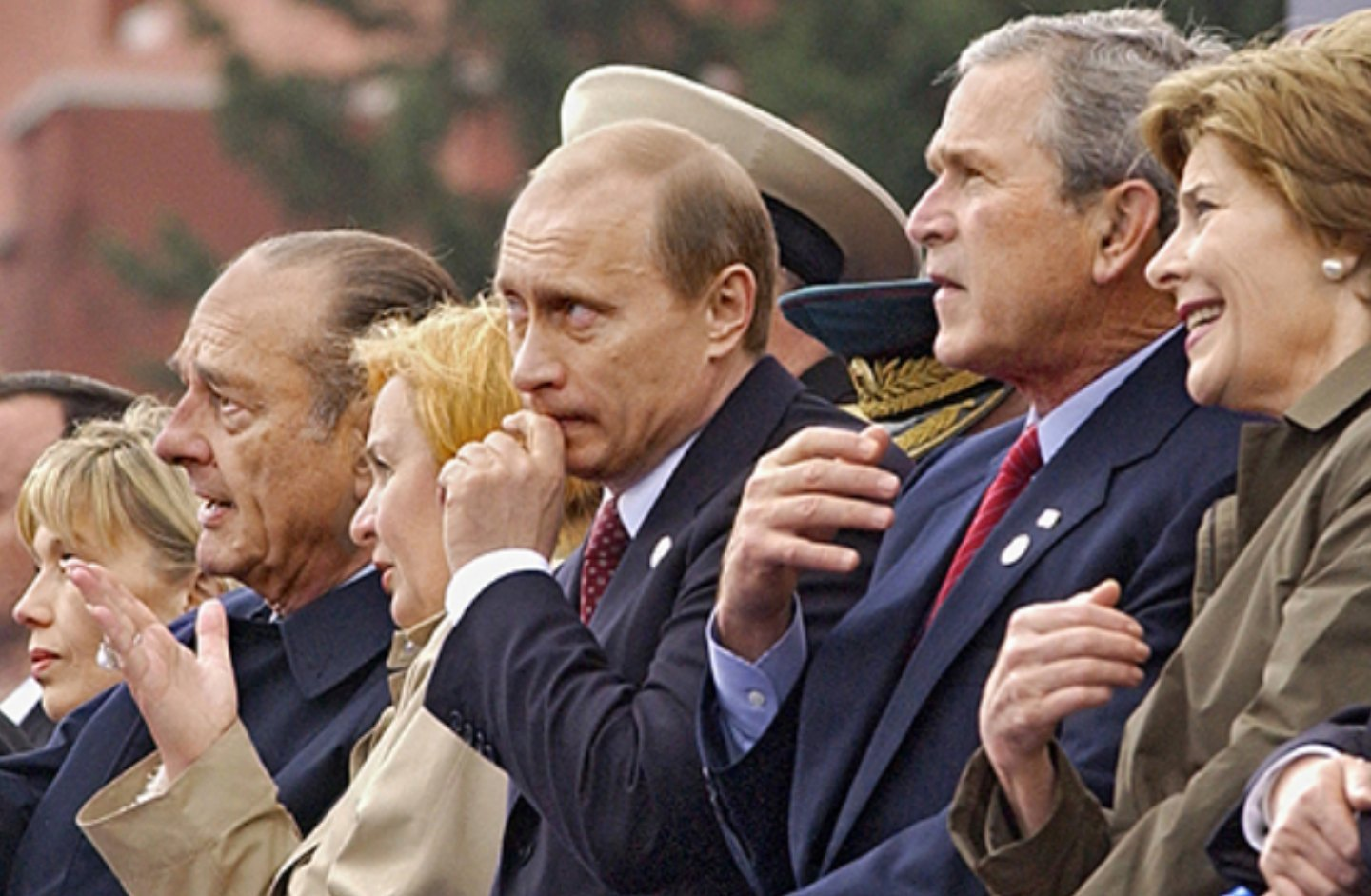
Владимир Путин, Жак Ширак, Джордж Буш-младший и Лора Буш. Москва, парад 9 мая 2005 г.

2 ноября 2004 года одержал победу над кандидатом от Демократической партии младшим сенатором от Массачусетса Джоном Керри на президентских выборах-2004.
20 января 2005 повторно вступил в должность.
Новым ударом по имиджу Буша стало наводнение в Новом Орлеане в результате урагана Катрина в конце августа — начале сентября 2005, когда затопленными оказались 80 % территории города; вследствие того, что были приняты недостаточные меры по своевременной эвакуации жителей до урагана, число жертв составило несколько сотен человек. Перед ураганом жителям Нового Орлеана было предложено выехать из города, но значительная часть населения не располагала достаточными средствами для этого.
На репутации президента и Республиканской партии негативно сказался коррупционный скандал, связанный с делом известного лоббиста Джека Абрамоффа. В 2005 году Абрамофф был арестован по обвинению в подкупе конгрессменов (в основном республиканцев). Дело Абрамоффа привело к тому, что в 2006 году конгрессмен-республиканец Ренди Каннингем был осуждён за получение взяток на общую сумму в 2,4 млн долларов. Дж. Буш отрицал своё знакомство с Абрамоффым, но следствие установило, что президент встречался с этим лоббистом не менее десяти раз. Более того, премьер-министр Малайзии Махатхир Мохамад признал, что заплатил Абрамоффу 1,2 млн долларов за встречу с Дж. Бушем.
В ноябре 2006 года республиканцы терпят сокрушительное поражение на промежуточных выборах.
Дж. Буш был категорическим противником эвтаназии, что проявилось в его выступлении по делу Т. Шайво. В 2005 году муж и опекун тяжелобольной Т. Шайво добился в суде вынесения отключения своей супруги от трубки, по которой поступало питание в её организм, что означало её скорую смерть. Это судебное решение, вынесенное 25 февраля 2005 года оспорили республиканцы, которые оперативно приняли федеральный закон, дававший право родителям тяжелобольной (они выступали против эвтаназии) оспаривать в суде факт оставления дочери без медицинской помощи. Дж. Буш подписал этот закон уже 21 марта 2005 года, и он вступил в силу. Однако спасти жизнь Т. Шайво не удалось — уже 24 марта того же года судья Дж. Грир, вынесший решение об отключении её от системы жизнеобеспечения, запретил властям штата Флорида брать о ней заботу на себя. В итоге Т. Шайво скончалась через 14 дней после отключения системы.
В 2007 году был активным сторонником размещения элементов ПРО США в Восточной Европе, также выступал за скорейшее вступление Грузии и Украины в НАТО.
В августе 2008 года выступил в защиту Грузии во время российско-грузинской войны; 23 сентября 2008 года, выступая на 63-й сессии Генеральной Ассамблеи ООН, обвинил Россию в нарушении Устава ООН, сказав, в частности:
«Устав Объединённых Наций утверждает „равенство прав больших и малых государств“. Вторжение России в Грузию было нарушением этих слов. Молодые демократии по всему миру наблюдают за тем, как мы ответим на это испытание. Соединённые Штаты взаимодействовали со своими союзниками в таких многосторонних институтах, как Европейский союз и НАТО, дабы поддержать территориальную целостность Грузии и обеспечить гуманитарную помощь. И наши государства продолжат поддерживать грузинскую демократию».
Оригинальный текст (англ.)The United Nations Charter sets forth the «equal rights of nations large and small». Russia’s invasion of Georgia was a violation of those words. Young democracies around the world are watching to see how we respond to this test. The United States has worked with allies in multilateral institutions like the European Union and NATO to uphold Georgia’s territorial integrity and provide humanitarian relief. And our nations will continue to support Georgia’s democracy.
В ходе второго срока Дж. Буша показатели экономики США были хорошими. Уровень безработицы составил в 2005 году 5,1 %, в 2006 году — 4,6 %.

### После завершения президентских полномочий
После инаугурации Барака Обамы Буш и его семья вылетели с авиационной базы Эндрюс на празднование в Мидленд, штат Техас, после чего вернулись на свою ранчо в Кравфорде, Техас. Они купили дом в районе Престон-Холлоу в Далласе, Техас.
Буш регулярно появлялся на различных мероприятиях в районе Даллас-Форт-Уэрт, включая жеребьевку перед первым матчем «Даллас Ковбойс» на новом стадионе «Ковбойс» в Арлингтоне и игру «Техас Рейджерс» в апреле 2009 года, где он поблагодарил жителей Далласа за помощь в его адаптации, что было встречено аплодисментами. Он также присутствовал на каждом домашнем плей-офф матче в сезоне 2010 года «Рейджерс» и, в сопровождении своего отца, бросил церемониальный первый мяч на стадионе «Рейджерс» в Арлингтоне в четвёртой игре Мировой серии 2010 года 31 октября. Он также бросил первый мяч в первой игре Мировой серии 2023 года.
В ответ на стрельбу по полицейским в Далласе в 2016 году Буш сказал: «Лаура и я опечалены ужасными актами насилия в нашем городе прошлой ночью. Убийство невинных всегда зло, и ничто не подчеркивает это больше, чем когда жизни, которые были унесены, принадлежат тем, кто защищает наши семьи и сообщества».
Во время праймериз Республиканской партии перед выборами в 2016 году он поддержал выдвижение своего брата, Джеба Буша. После выбора Дональда Трампа как кандидата от республиканцев, Буш не поддержал его кандидатуру и, согласно заявлениям пресс-секретаря семьи Бушей, не голосовал ни за кого на выборах. В 2020 году он вновь не поддержал кандидатуру Трампа и осудил атаку на Капитолий, признав результаты выборов честными.

### Покушение
В общем-то, я либеральный демократ, но Буш не вызывает у меня такой ненависти, как у остальных демократов. Я помню Вторую мировую. Мы выключали в доме свет, как будто с пляжа на нас могли напасть. А как ещё нам было себя вести в тогдашней атмосфере? У нас не было выбора. И сейчас его тоже нет. Не знаю, что ещё мог бы сделать Буш. Мы просто плывём по течению.
10 мая 2005 года на площади Свободы в Тбилиси Владимир Арутюнян бросил гранату в направлении трибуны, где находились президенты Грузии и США. Граната была приведена в боевое состояние, но не взорвалась.

### Инцидент на пресс-конференции
14 декабря 2008 года на пресс-конференции в Багдаде журналист Мунтазар аз-Зейди бросил в Джорджа Буша свои ботинки, сопроводив их словесными оскорблениями в адрес последнего. Ни один из них не попал в Джорджа Буша, который после завершения конференции расценил случившийся инцидент «забавным», однако в Ираке это считается тягчайшим личным оскорблением.. Журналист был арестован и избит в тюрьме. В ходе экспертизы ботинки были уничтожены, наличие взрывчатых и иных веществ так и не было выявлено. 12 марта 2009 года суд приговорил Мунтазара аз-Зейди к трём годам заключения, однако за примерное поведение 11 сентября 2009 года он был выпущен на свободу.

### Охрана
Во всех международных поездках Буша, кроме политических помощников и советников по национальной безопасности, сопровождали 250 агентов секретной службы, 15 полицейских, 2 конвоя из 20 бронированных машин, включая президентский лимузин, вертолёты Sikorsky Sea King и Black Hawk.

## Вероисповедание
Джордж Буш является приверженцем методистской церкви.

## Личная жизнь
В 1977 году Буш женился на Лоре Уэлч, бывшей учительнице и библиотекаре. 25 ноября 1981 года у супругов появились на свет дочери-близнецы Барбара и Дженна.
Дочь Буша, Дженна Буш (Jenna Bush) и Генри Хагер (Henry Hager) вступили в брак 10 мая 2008 года на скромной церемонии на ранчо президента в родном Техасе.

## Признание

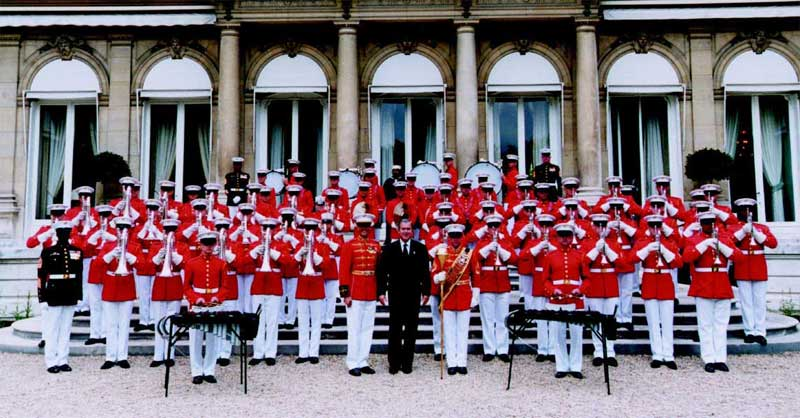

- В 2005 году улица Меланская в Тбилиси была переименована в улицу Буша в связи с визитом президента США в Грузию[31].
- В честь Дж. Буша выпущена серия почтовых марок Албании 2007 года.

## Мнения и оценки

Рейтинги Джорджа Буша в период его президентства:
одобряют
не одобряют
не определились

- Буш подвергался критике за войну в Ираке[32][33], войну в Афганистане[34] и ведение агрессивной внешней политики[35][36][37], а также за санкционирование его администрацией применения пыток органами дознания и следствия США к подозреваемым в терроризме[38][39][40].
- Сенатор США от штата Иллинойс Барак Обама (впоследствии президент США) в своей книге «Дерзость надежды» (2006) писал о нём: «Демократы нередко удивляются, когда я признаюсь, что лично Джорджа Буша не считаю плохим человеком и думаю, что он со своей администрацией искренне старается работать на благо страны»[41].
- Фидель Кастро называл его «коррумпированным, лживым и несведущим политиком, ненавидевшим социальные достижения „Нового курса“»[42].

## Награды

### Американские
- Знак авиатора ВВС США[англ.], Награда выдающемуся авиационному подразделению[англ.], медаль «За службу национальной обороне», Лента эксперта ВВС по стрельбе[англ.], медаль «За верную службу Техасу»[англ.][43][44].
- Филадельфийская медаль Свободы (Национальный центр конституции[англ.], 2018)[45].

### Иностранные
- Кавалер Большого креста ордена Витаутаса Великого (Литва, 20 ноября 2002 года)
- Цепь ордена Звезды Румынии (Румыния, 23 ноября 2002 года)[46]
- Цепь ордена Сикатуны (Филиппины, 18 октября 2003 года)[47].
- Орден Свободы (Косово, 12 июня 2004 года)[48].
- Орден Трёх звёзд 1-й степени с цепью (Латвия, 3 мая 2005 года)[49]. Вручён президентом Латвии Вайрой Вике-Фрейберга во время визита Буша в Ригу[50][51][52].
- Орден Победы имени Святого Георгия (Грузия, 10 мая 2005 года)[53][54]. Вручён президентом Грузии Михаилом Саакашвили во время визита Буша в Тбилиси[55][56][57].
- Орден Государственного флага Албании (Албания, 10 июня 2007 года)[58]. Вручён президентом Албании Альфредом Мойсиу на церемонии в президентском дворце в Тиране[59].
- Орден Исы (Бахрейн, 12 января 2008 года)[60][61]
- Орден Заида (Объединённые Арабские Эмираты, 13 января 2008 года)[62].
- Цепь ордена Короля Абдель-Азиза (Саудовская Аравия, 14 января 2008 года)[63].
- Кавалер Большого креста Национального ордена Бенина (Бенин, 16 февраля 2008 года)[64].
- Кавалер Большой ленты ордена Пионеров Республики (Либерия, 21 февраля 2008 года)[65].
- Орден Гази Амануллы-хана (Афганистан, 15 декабря 2008 года)[66]. Вручён президентом Афганистана Хамидом Карзаем во время визита Буша в Кабул[67][68].
- Орден Креста земли Марии 1-го класса (Эстония, 1 февраля 2012 года)[69]. Вручён бывшим президентом Эстонии Тоомасом Хендриком Ильвесом во время своего визита в Даллас[70][71][72].
- Орден Республики Македония (Северная Македония, 27 сентября 2015 года)[73]. Вручён премьер-министром Македонии Николой Груевским во время своего визита в Колумбус[74][75].
- Орден Короля Томислава (Хорватия, 31 июля 2017 года)[76].
- Звание «Почётный гражданин Вильнюса» (Литва, 29 августа 2018 года)[77][78].
- Крест Добрососедства (Объединённый переходный кабинет Беларуси, 8 мая 2025 года)[79].

## Книги
- Ключевые решения / Перевод с англ. О. Акимовой, М. Козыревой, Е Ганиевой. — М.: ЗАО «ОЛМА Медиа Групп», 2011. — 544 с. — 5000 экз. ISBN 978-5-373-04418-9
- «Операция „Burning Bush“» — повесть Виктора Пелевина 2010 года из сборника  «Ананасная вода для прекрасной дамы»

## В массовой культуре
- «Постал» (2007) — комедийный фильм Уве Болла, в котором Джорджа Буша сыграл Брент Менденхолл.
- «Буш» (2008) — биографический фильм Оливера Стоуна, в котором Джорджа Буша сыграл Джош Бролин.
- Игра престолов — в финале 1 сезона Санса Старк смотрит на помещённую на пику отрубленную голову своего отца Неда Старка, размещённую с рядом других, одна из которых по случайности принадлежит бывшему президенту[80]. Об этом стало известно благодаря аудиокомментарию к DVD. Исполнительные продюсеры проекта принесли извинения.
- «Вице-президент» (2018) — биографический фильм Адама Маккея о Дике Чейни, в котором Джорджа Буша сыграл Сэм Рокуэлл.
- «Американская история преступлений» (TBA) — криминальный сериал-антология. 3 сезон будет посвящён урагану Катрина, роль Джорджа Буша сыграет Дэннис Куэйд.